# Bir Mauna
Bir Maüna fou un antic pou a la ruta entre la Meca i Medina.
És famós per la matança feta allí al juliol/agost del 625 quan un grup de predicadors musulmans enviats per Mahoma a la tribu Àmir ibn Sàssaa (a petició del seu xeic Abu-Barà (o Abu l-Barà) foren atacats i morts per tres clans de la tribu dels Sulaym dirigits suposadament per Àmir ibn at-Tufayl, dissident dels Àmir ibn Sàssaa (probablement només encoratjats per aquest).